# De sudor y ternura
«De Sudor y Ternura» corresponde a una canción del grupo de rock alternativo chileno, Lucybell. Es su primer sencillo y cuenta con un video realizado y producido por los mismos miembros de Lucybell. El video fue escasamente difundido. 
La canción es el tema número 11 del aclamado primer disco de Lucybell, Peces.
De Sudor y Ternura fue compuesta por Lucybell, y las letras escritas por Claudio Valenzuela.
Es uno de los primeros temas compuestos por Lucybell, junto con Grito Otoñal.

## Historia de la canción
Esta canción fue una de las primeras de Lucybell y, junto con la canción Grito Otoñal, fue grabada y masterizada en los Estudios Sonus en septiembre de 1992 por Hernan Rojas.
En 1992, la discógrafica EMI Odeón Chile los invita a participar en un disco compilatorio, llamado Grandes Valores del Under. Las canciones que Lucybell presentó para este disco fueron De Sudor y Ternura y Grito Otoñal.
Posteriormente, Lucybell participa en otro disco recopilatorio: Con el Corazón Aquí. El álbum fue editado por la Asociación de Trabajadores del Rock y Lucybell incluyó la canción De Sudor Y Ternura.
Este tema después se coloca en el primer álbum de Lucybell, Peces (álbum).

## Lírica y composición
La canción está compuesta en escala de Re mayor. Lo característico de este tema es la simple, pero pegadiza línea de bajo, junto con la oscura melodía de la guitarra, que entra en el coro.